# Acoma stathami
Acoma stathami is een keversoort uit de familie Pleocomidae. De wetenschappelijke naam van de soort is voor het eerst geldig gepubliceerd in 1953 door Cazier.